# Ishøj
Ishøj è un centro abitato danese situato nella regione di Hovedstaden nel comune omonimo di cui è capoluogo.